# Provincia di Prey Veng
La provincia di Prey Vêng (in lingua khmer:ខេត្តព្រៃវែង) è una provincia della Cambogia situata nel sud-est, lungo la riva orientale del Mekong. Il capoluogo è la città omonima di Prey Veng.

## Geografia fisica

### Territorio
L'estensione totale della provincia è di 4.883 km², il 2,7% dell'intero territorio cambogiano (181.035 km²). Di essa, 445,18 km² (il 9,12%) è occupato da insediamenti umani, 3.100 km² (il 63,49%) è terreno ad uso agricolo, 194.61 km² (il 3,99%) sono occupati da foreste, 1.082,86 km² (il 22,18%) è costituito da spazi pubblici, aree occupate da infrastrutture e masse d'acqua. I rimanenti 60,35 km² (1,24%) sono aree non utilizzate.

## Popolazione

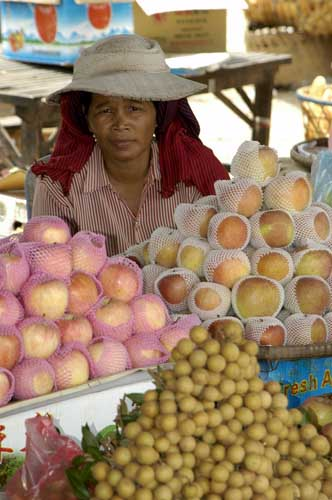
Un mercato all'aperto di Neak Luong

Si tratta di una provincia agricola con densità di popolazione superiore alla media: 194,0 abitanti per km² rispetto alla densità media di 74,0 abitanti per km² dell'intera Cambogia. I 947.357 abitanti costituiscono il 7,07% dell'intera popolazione cambogiana. Di essi, 825.818 (l'80,54%) sono agricoltori, 140.685 (il 13,72%) sono pescatori, 44.561 (il 4,35%) lavorano nel commercio e 14.267 (l'1,39%) sono impiegati del governo.

## Amministrazione
La provincia è suddivisa in 12 distretti, a loro volta suddivisi in 116 comuni e 1139 villaggi.
- 1401 Ba Phnum (បាភ្នំ)
- 1402 Kamchay Mear (កំចាយមារ)
- 1403 Kampong Trabaek (កំពង់ត្របែក)
- 1404 Kanhchriech (កញ្ច្រៀច)
- 1405 Me Sang (មេសាង)
- 1406 Peam Chor (ពាមជរ)
- 1407 Peam Ro (ពាមរ)
- 1408 Pea Reang (ពារាំង)
- 1409 Preah Sdach (ព្រះស្ដេច)
- 1410 Prey Veaeng (ព្រៃវែង)
- 1411 Kampong Leav (កំពង់លាវ)
- 1412 Sithor Kandal (ស៊ីធរកណ្ដាល)